# 야기사토촌
야기사토촌(八木郷村)은 사이타마현 기타카쓰시카군에 존재했던 촌이다. 현재의 미사토시 남동부에 해당한다.

## 역사
- 1889년 4월 1일 - 정촌제 시행에 의해 기타카쓰시카군 야기사토촌이 성립하였다.
- 1943년 7월 1일 - 도가사키촌과 합병해 도와촌이 성립하여, 동일 야기사토촌은 폐지되었다.

## 참고문헌
- 角川日本地名大辞典 11 埼玉県